# 1227

## Събития
- Западна Ся е присъединена към Монголската империя

## Родени
- 21 март – Карл I Анжуйски († 1285 г.)
- 20 септември – Николай IV, римски папа († 1292 г.)

## Починали
- Чингис хан, монголски държавник (р. ок. 1162 г.)
- Джучи, монголски военачалник, син на Чингис хан